# CAV-X
CAV-Xとは、ノルウェーのDSGが発明したスーパーキャビテーションの抗力低減能力を利用した水中でも相手に有効な弾丸のこと。

## 概要
CAV-Xは先端にタングステンを用い、水中の移動時にスーパーキャビテーション現象を利用し、航走体の先端で現象を発生させ航走体全体を気層で覆うことによって摩擦抵抗を低減し、高速で水中移動する。
また、CAV-Xの利用において特殊な銃器を必要とせず、従来からの銃器との互換性での運用が可能。
射撃時にターゲットに対して低角度を保ったままでも優れた貫通力があり、水面下からの攻撃、洋上から水面下に対しても有効な一撃を加えることが可能。

## スペック
5.56ｍｍ　NATO　CAV-X
有効射程
700～900（空中）　
10～11ｍ（水中）　
600ｍ（亜音速；空中）
12～14ｍ（亜音速；水中）
7.62mm NATO CAV-X
有効射程
1100ｍ（超音速；空中）
20～22ｍ（超音速；水中）
500ｍ（亜音速；空中）
12～14ｍ（亜音速；水中）
12.7mm NATO CAV-X
有効射程
2200ｍ（空中）
60ｍ（水中）

### 種類
- 12.7ｍｍ
- 7.62ｍｍ
- 5.56ｍｍ

## 運用
- アメリカ特殊作戦軍（USSOCOM）